# Monte Mucrone
Il Monte Mucrone è una montagna delle Alpi Biellesi alta 2.335 m. Si trova in Provincia di Biella tra la Valle Elvo e la conca di Oropa.

## Toponimo
Tra i toponimi piemontesi riferiti al Mucrone vengono citati Musciun e Muciun.

## Descrizione

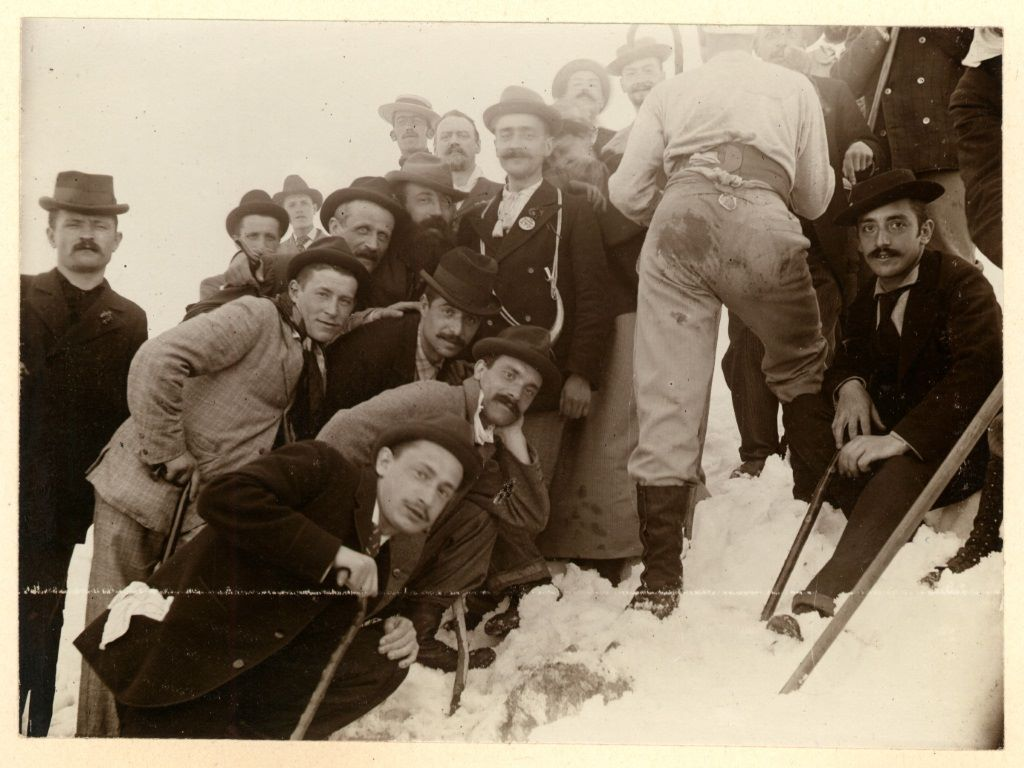
Escrursionisti in vetta nel 1904 (foto M.Gabinio)

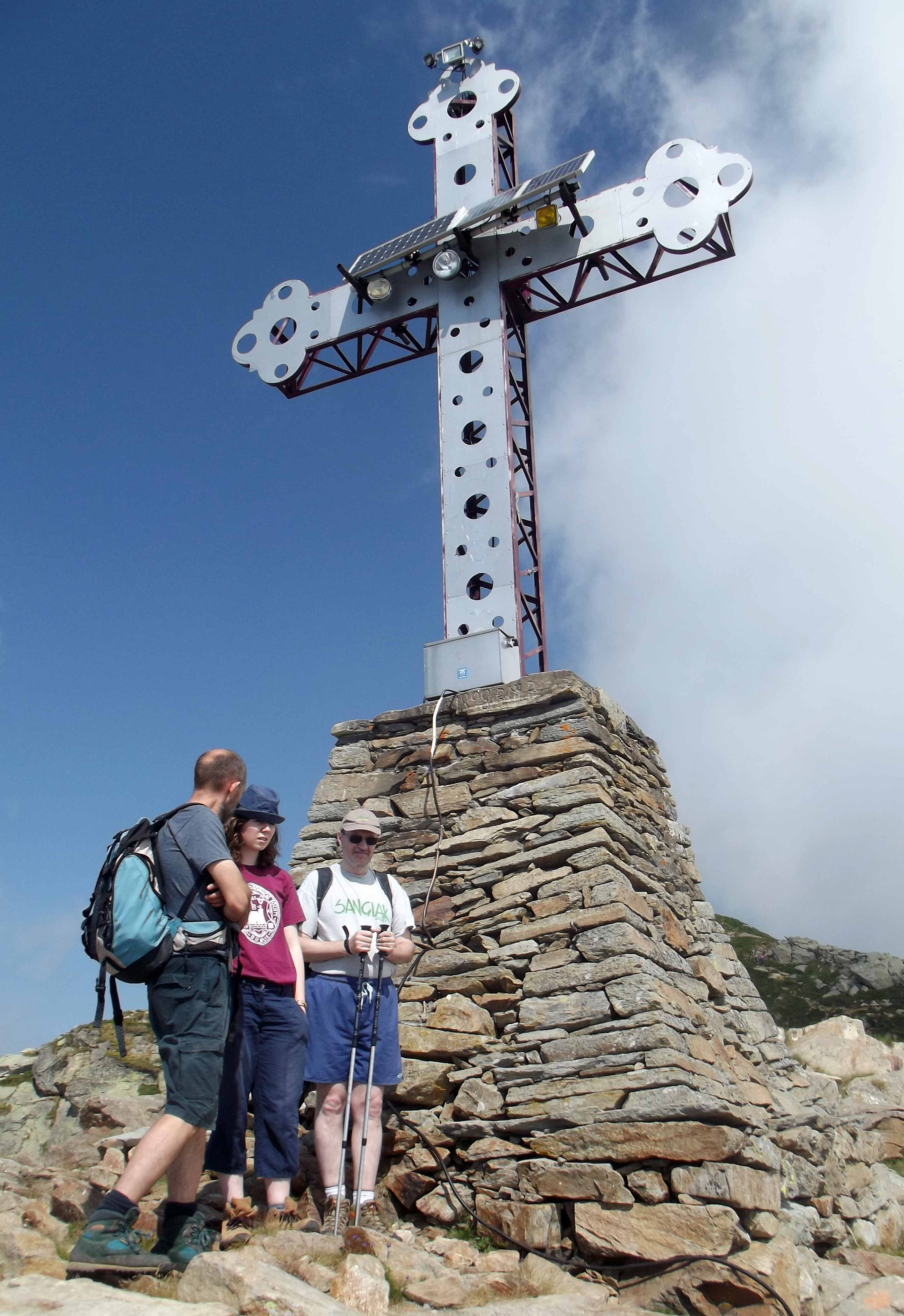
La croce sulla montagna.

La montagna appartiene al costolone che si stacca in corrispondenza del Monte Rosso (2.374 m) dalla cresta spartiacque Cervo-Lys e che divide la Valle Elvo dalla conca di Oropa. 
Sul versante nord-occidentale a quota 1.900 m circa si trova l'omonimo lago dal quale nasce il Torrente Oropa. Sul punto culminante del Mucrone convergono i confini comunali di Biella, Sordevolo e di un'isola amministrativa montana del comune di Pollone.
La sua forma caratteristica e la sua posizione avanzata rispetto al resto della catena alpina lo rendono facilmente riconoscibile dalla pianura; nei pressi della cima si trova un'alta croce metallica. La croce attuale risale al 1936, e venne posizionata sulla montagna dopo che la precedente croce di vetta, realizzata nel 1898 e riparata dopo essere stata colpita da un fulmine nel 1920, venne definitivamente abbattuta da una tempesta di vento nel febbraio 1935.

## Geologia
Nella sua conformazione geologica è massiccia la presenza di meta-granitoidi a giadeite (detti Mucroniti). Le origini del monte inoltre sono comunque incerte, e negli Anni Venti del Novecento era stato ipotizzato che un tempo quello che ora è l'omonimo lago fosse un cratere vulcanico.

## Alpinismo ed escursionismo

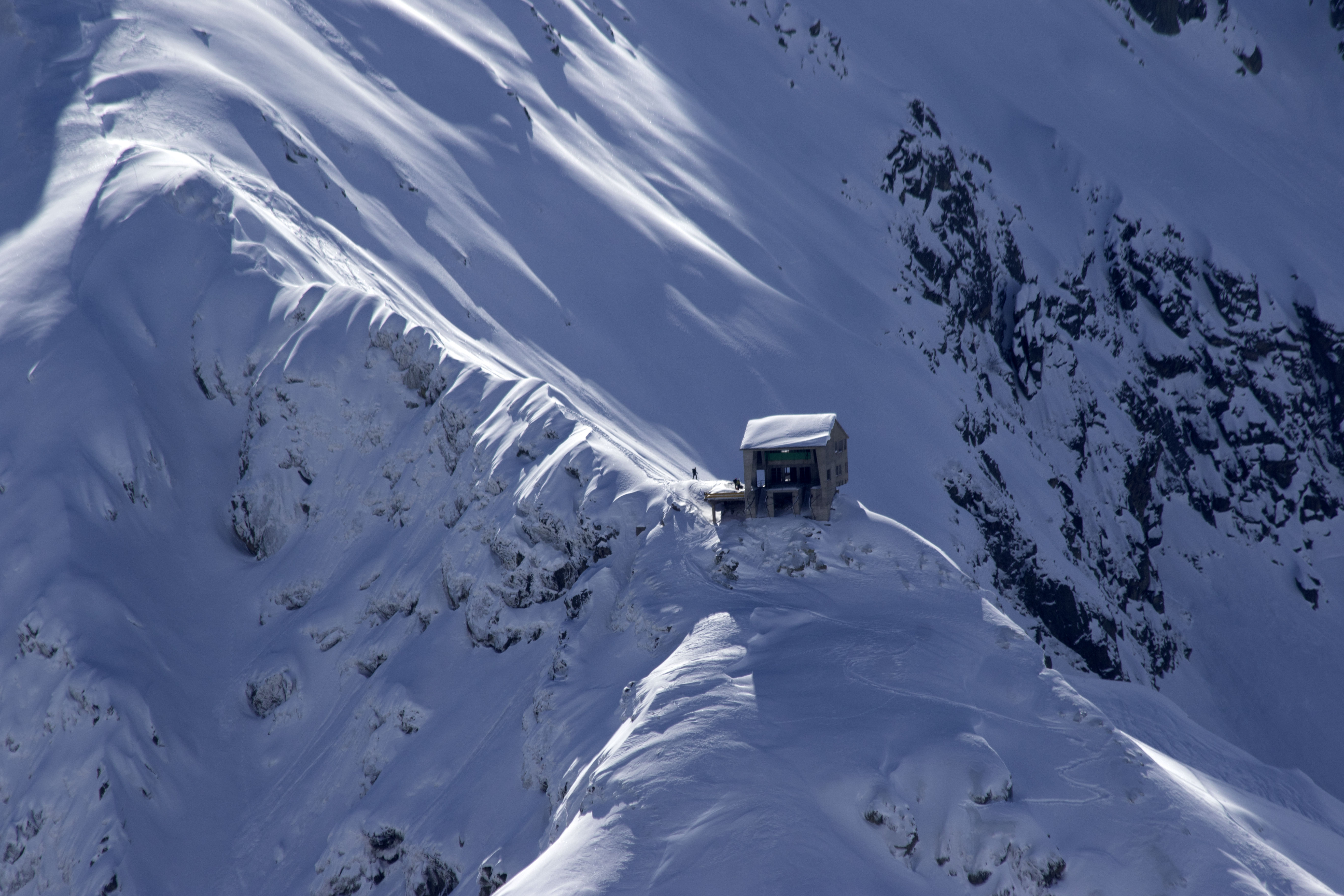
L'anticima del Monte Mucrone

In passato gli impianti di risalita sciistici raggiungevano, dall'attuale stazione di monte della cabinovia, la cresta nord della montagna, ma questo ramo della funivia è stato in seguito dismesso. La sua stazione di arrivo, sia pure in cattivo stato, è però ancora ben visibile. 
La via di accesso escursionistica più agevole parte dalla stazione di monte della cabinovia di Oropa (Oropa sport), passa per il Lago del Mucrone e la sovrastante Bocchetta del Lago e risale poi la cresta nord della montagna.
Sul versante che guarda verso Oropa è stata realizzata nel 2001, su ottima roccia, la via ferrata del Limbo, che supera un dislivello di circa 300 metri.

## Tutela naturalistica

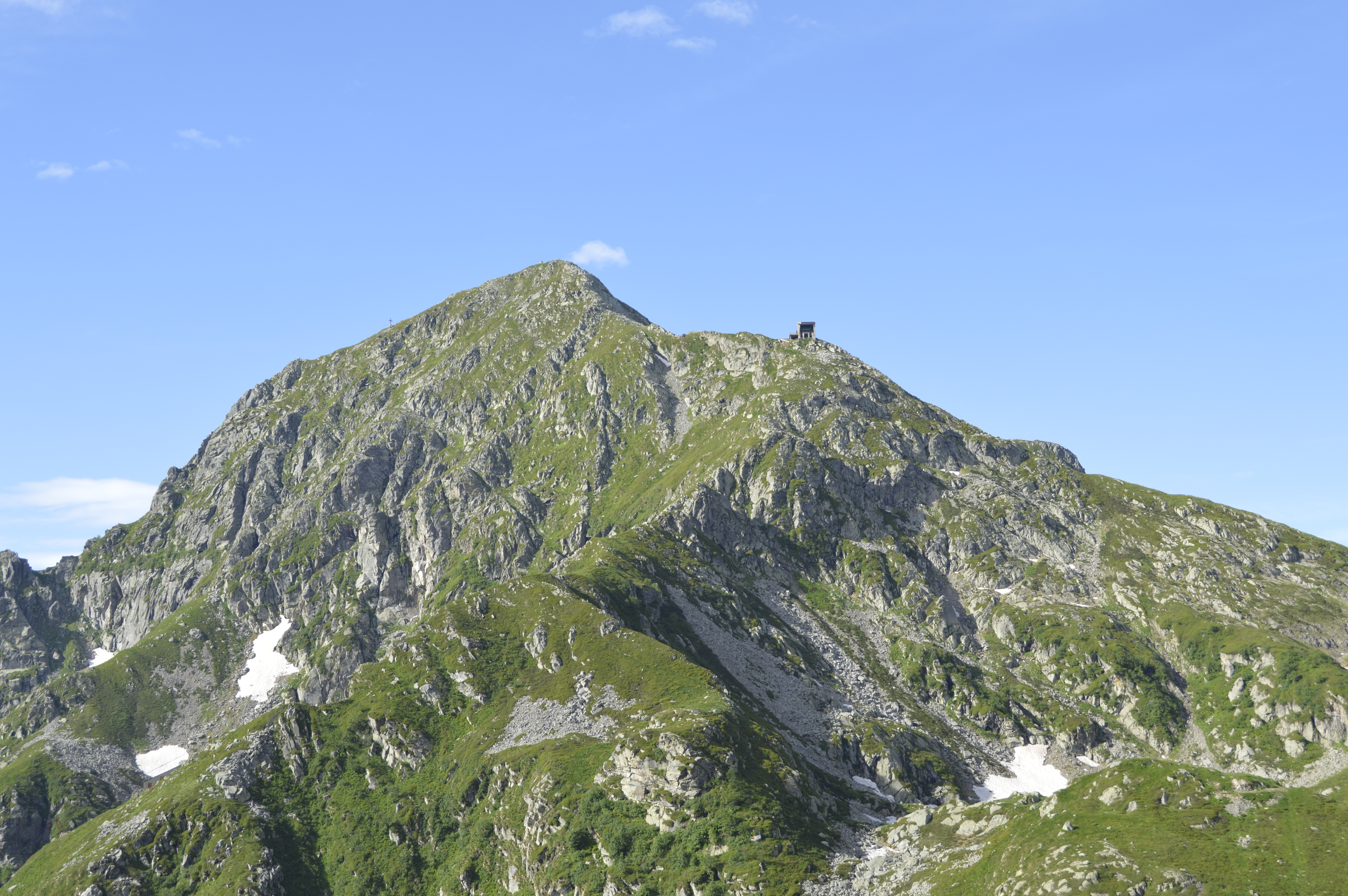
Monte Mucrone

Come del resto tutta la conca d'Oropa, le pendici orientali del Mucrone sono state incluse nel 2005 nella Riserva naturale speciale del Sacro Monte di Oropa.